# Лонг Бич (Мисисипи)
Лонг Бич (енгл. Long Beach) град је у америчкој савезној држави Мисисипи.

## Демографија
По попису из 2010. године број становника је 14.792, што је 2.528 (-14,6%) становника мање него 2000. године.
| Група             | 2000.          | 2010.          |
| Белци             | 14.905 (86,1%) | 12.358 (83,5%) |
| Афроамериканци    | 1.275 (7,4%)   | 1.224 (8,3%)   |
| Азијати           | 445 (2,6%)     | 382 (2,6%)     |
| Хиспаноамериканци | 397 (2,3%)     | 541 (3,7%)     |
| Укупно            | 17.320         | 14.792         |